# Киевка (приток Набочихи)
Киевка — река в России, протекает по Крапивинскому району Кемеровской области.
Устье реки находится на высоте 168 м над уровнем моря в 7 км по правому берегу реки Набочиха. Длина реки составляет 12 км.

## Данные водного реестра
По данным государственного водного реестра России относится к Верхнеобскому бассейновому округу, водохозяйственный участок реки — Томь от города Новокузнецк до города Кемерово, речной подбассейн реки — Томь. Речной бассейн реки — (Верхняя) Обь до впадения Иртыша.
Код водного объекта в государственном водном реестре — 13010300312115200011821.